# Ryeoun
Go Yoon-hwan (hangeul : 고윤환 ; hanja : 高润煥 ; RR : Go Yunhwan ; MR : Ko Yunhwan), dit Ryeoun (hangeul : 려운 ; hanja : 厲運 ; RR : Ryeoun ; MR : Ryŏun), est un acteur sud-coréen, né le 26 août 1998 à Jeonju (Jeolla du Nord).

## Biographie

### Jeunesse et formation
Go Yoon-hwan naît le 26 août 1998 à Jeonju, dans la province du Jeolla du Nord.
Jeune, il étudie à l'université Seokyeong (en) (서경대학교) à Séoul.

### Carrière
En janvier 2017, Ryeoun apparaît pour la première fois à la télévision, dans la série familiale You Are Too Much (en) (당신은 너무합니다) sur la chaîne MBC TV, avant d'être révélé au premier plan dans la web-série Thursday (목요일) — diffusée sur la page Dingo de Facebook et regardée par plus de 3 millions d'internautes, puis Doo–teob's Pretty Easy School Life (두텁이의 어렵지 않은 학교 생활, 2018) et Instant Romance (삼분로망스, 2018).
En novembre 2018, il signe son premier contrat avec l'agence Lucky, dont un responsable déclare que « cet acteur en difficulté est un nouvel acteur avec de grands yeux, des regards chaleureux, et de bonnes compétences. ».
En février 2019, il est choisi pour le rôle de Han Bit dans la série dramatique Doctor Prisoner (en) (닥터 프리즈너).
En août 2020, il est choisi pour jouer Lee Ra-hoon, le fils cadet de Lee Bit Chae-won (interprétée par Jin Ki-joo) dans la série dramatique Homemade Love Story (en) (오! 삼광빌라!).
En juin 2021, il se joint à Kim Nam-gil et Jin Seon-kyu pour le rôle de Jeong Woo-joo dans la série à suspense Through the Darkness (악의 마음을 읽는 자들, 2022), adapté du roman témoignage éponyme de Kwon Il-yong et Ko Na-moo. Pour ce rôle, il récolte le prix du meilleur acteur débutant à la cérémonie des KBS Drama Awards ayant lieu le 31 décembre 2022.
En mars 2022, il est choisi pour le rôle principal, celui de Yoon Ho-yeong, ayant de bonnes compétences en football, dans la série Borrowed Body (빌린 몸, 2023), avec Nam Yoon-soo.
Début avril 2023, il est prononcé dans le rôle d'Eun-gyeol, le seul entendant dans la famille sourde, dans la série à la fois fantastique et romantique Twinkling Watermelon (반짝이는 워터멜론), aux côtés de Choi Hyun-wook, Seol In-ah et Shin Eun-soo, pour la chaîne TVN. Début décembre 2023, il est choisi pour incarner Park Hoo-min, un des amis de Yeon Si-eun, dans la seconde saison de la série Héros fragile (2025) sur Netflix

## Filmographie

### Télévision

#### Séries télévisées
- 2017 : You Are Too Much (en) (당신은 너무합니다) : Lee Kyeong-soo
- 2017 : Temperature of Love (en) (사랑의 온도) : le plus jeune des cuisiniers
- 2019 : Doctor Prisoner (en) (닥터 프리즈너) : Han Bit
- 2020 : 365: Repeat the Year (en) (365: 운명을 거스르는 1년) : Nam Soon-woo
- 2020 : 18 Again (18 어게인) : Hong Shi-woo
- 2020-2021 : Homemade Love Story (en) (오! 삼광빌라!) : Lee Ra-hoon
- 2021 : Adult Trainee (en) (어른연습생) : Nam-ho (2 épisodes)
- 2022 : Through the Darkness (악의 마음을 읽는 자들) : Jeong Woo-joo
- 2023 : The Secret Romantic Guesthouse (en) (꽃선비 열애사) : Kang San
- 2023 : Twinkling Watermelon (반짝이는 워터멜론) : Eun-gyeol
- 2023 : Death's Game (이재, 곧 죽습니다) : le jeune producteur
- 2024 : Borrowed Body (빌린 몸) : Yoon Ho-yeong
- 2024 : Namib (나미브) : Yoo Jin-woo
- 2025 : Héros fragile (약한영웅 Class 2) : Park Hoo-min

## Distinctions

### Récompense
- KBS Drama Awards 2022 : meilleur acteur débutant dans Through the Darkness[7]

### Nominations
- KBS Drama Awards 2020 : meilleur acteur débutant dans Homemade Love Story (en)[11]
- KBS Drama Awards 2022 : meilleure équipe dans un second rôle dans Through the Darkness[12]